# Ponte Songwe
A Ponte Songwe (em suaíli:  Daraja la Songwe) é uma ponte rodoviária sobre o rio Songwe, ligando o Malawi e a Tanzânia.